# Mathea
Mathea Elisabeth Höller, conosciuta semplicemente come Mathea (Bruck an der Großglocknerstraße, 13 luglio 1998), è una cantante austriaca.

## Biografia
Nata in un paese vicino a Salisburgo, Mathea vive nella capitale austriaca dal 2017. Fra le sue ispirazioni cita Alicia Keys e il rapper RAF Camora. È salita alla ribalta nel 2016 con la sua partecipazione alla sesta edizione del talent show The Voice of Germany, dove ha fatto parte del team di Yvonne Catterfeld.
Alla fine del 2018 è uscito il suo singolo di debutto 2x, che ha scalato la classifica austriaca fino a raggiungere la prima posizione nel marzo successivo. Il brano, certificato doppio disco di platino dalla IFPI Austria con più di 60 000 unità vendute a livello nazionale, ha inoltre raggiunto il 49º posto in Germania, dove per aver venduto oltre 200 000 copie la Bundesverband Musikindustrie l'ha certificato oro. A giugno ha pubblicato il secondo singolo Chaos, disco di platino in Austria e 6º in classifica, che ha anticipato l'EP M1 uscito a settembre.

## Discografia

### Album in studio
- 2020 – M

### EP
- 2019 – M1
- 2021 – Tut mir nicht leid

### Raccolte
- 2020 – M-Akustik

### Singoli
- 2019 – 2x
- 2019 – Chaos
- 2019 – Alles Gute
- 2020 – Kein Tutu
- 2020 – Wollt dir nur sagen
- 2020 – Haus
- 2020 – 02:46
- 2020 – 1961-2017
- 2020 – Wach
- 2020 – High Waist
- 2020 – Nur noch eine Zahl
- 2021 – Wieder ich
- 2021 – Paris
- 2021 – Sanduhr (con KC Rebell)
- 2022 – Wenn du mich vermisst (con Fourty)
- 2022 – Funke, Flächenbrand